# Nikolaus Hollweg

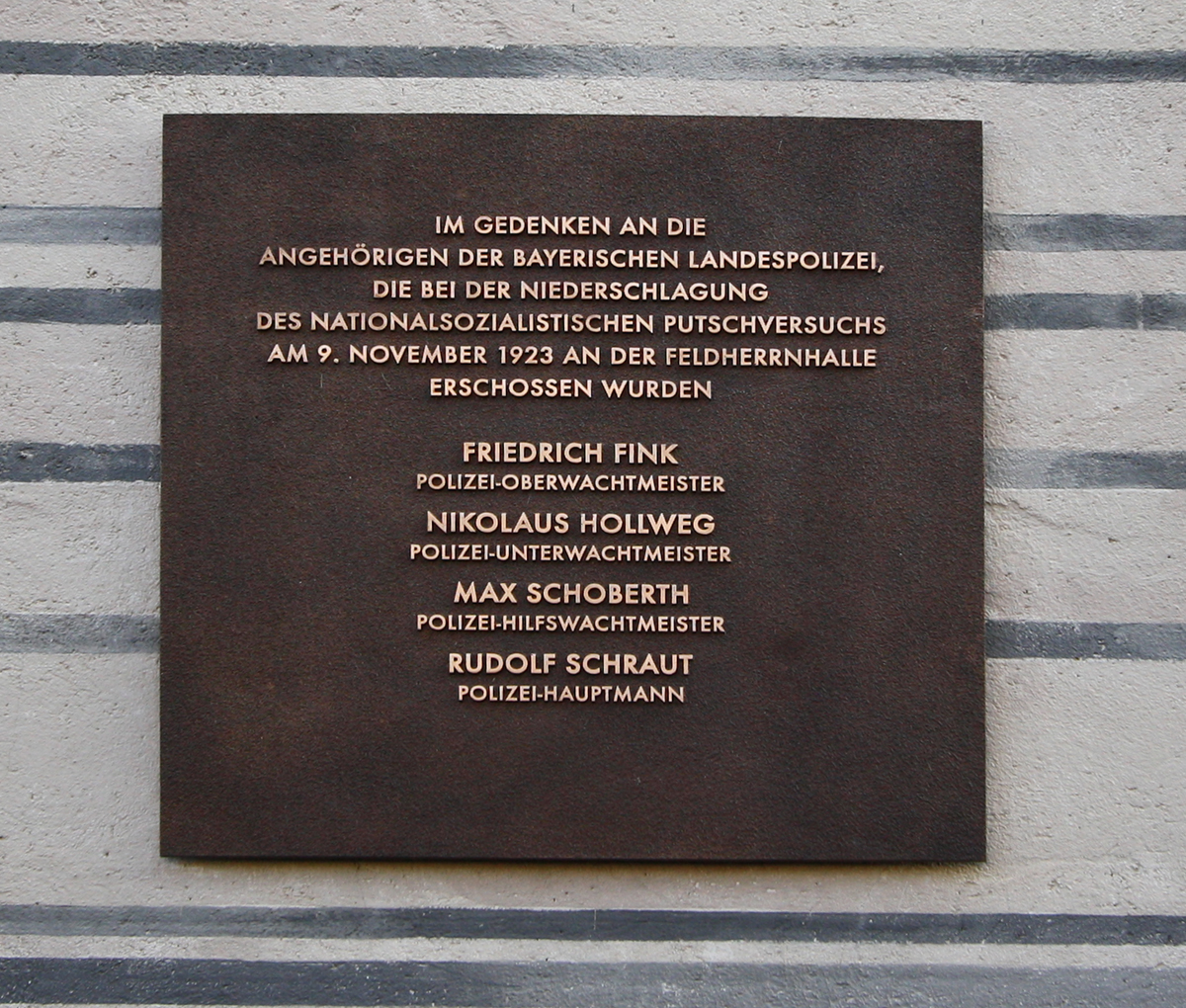
Gedenktafel für die getöteten Polizisten an der Münchner Residenz

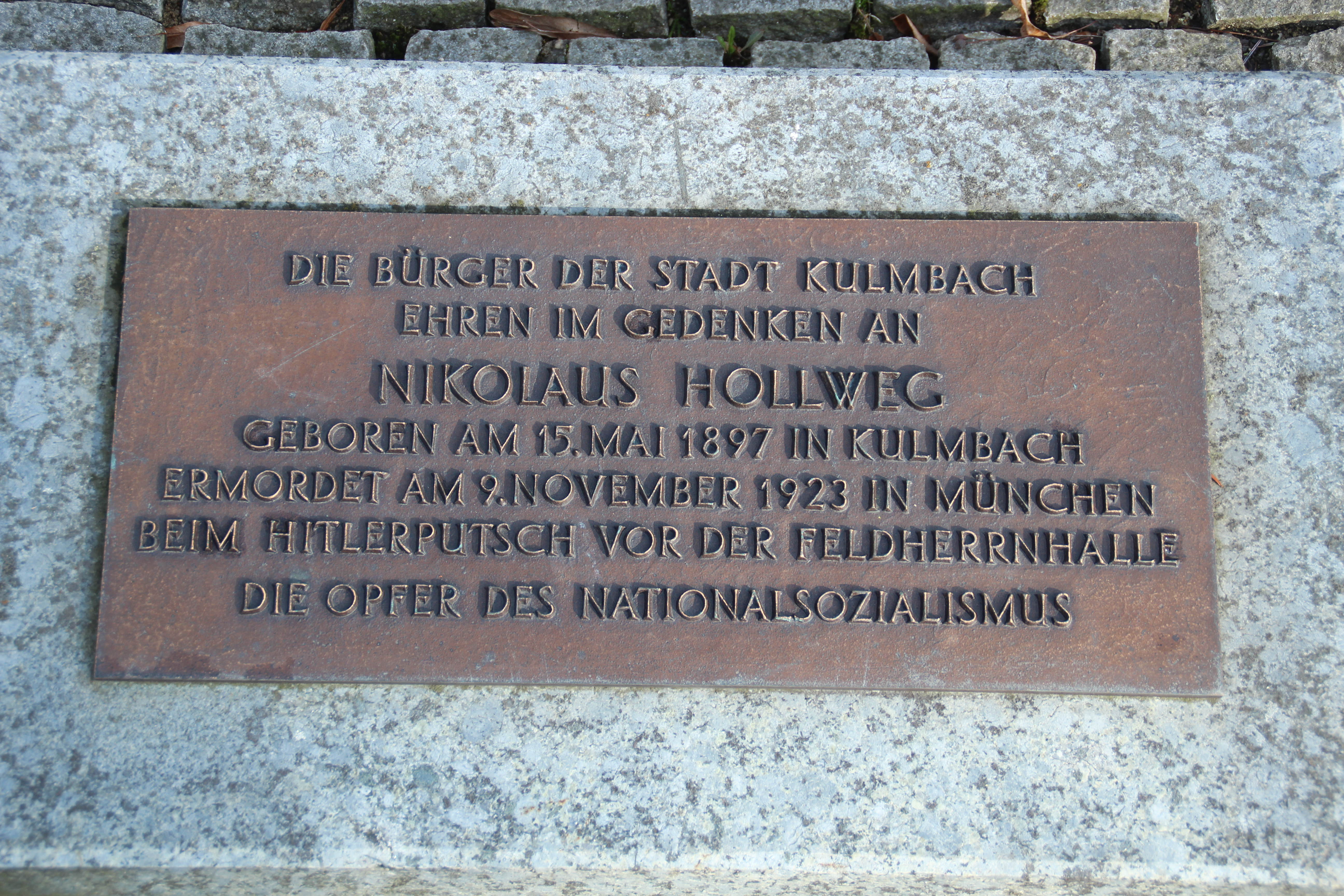
Gedenktafel in Kulmbach

Nikolaus Hollweg (* 15. Mai 1897 in Kulmbach; † 9. November 1923 in München) war ein bayerischer Polizei-Unterwachtmeister der 2. Polizei-Hundertschaft der Bayerischen Landespolizei. Er wurde vor der Münchner Residenz während des nationalsozialistischen Putschversuchs (Ludendorff-Hitlerputsch) beim Schusswechsel mit den Putschisten getötet.

## Biographie
Nach dem Ersten Weltkrieg hatte sich Hollweg für 12 Jahre bei der Bayerischen Landespolizei verpflichtet. Am 8. November 1923 kam es zum Hitlerputsch. Da der Putsch zu scheitern drohte, wollte Hitler am 9. November 1923 mit einem Marsch durch München die Bevölkerung auf seine Seite ziehen. Der Marsch begann am Bürgerbräukeller und hatte das Wehrbereichskommando, das ehemalige Königlich Bayerische Kriegsministerium, in der Ludwigstraße 14 zum Ziel. Dort hielt sich seit dem Vortag Ernst Röhm mit seinen Mitstreitern verschanzt. Die 2. Polizeihundertschaft sollte den Marsch stoppen und so das Vordringen zum Wehrbereichskommando verhindern. Beim Aufeinandertreffen schossen die Putschisten auf die Polizei, die das Feuer erwiderten. Beim Schusswechsel wurden Hollweg und drei seiner Kameraden tödlich getroffen. Ein Oberleutnant übernahm nach dem Tod des Hundertschaftsführers Rudolf Schraut das Kommando und ordnete eine zweite Salve an. Daraufhin löste sich der Demonstrationszug auf und der Hitlerputsch war beendet.

## Gedenken
Seit 1994 erinnert eine Gedenktafel der Stadt München am Odeonsplatz an ihn und seine drei ums Leben gekommenen Kameraden der Bayerischen Landespolizei. Die Bodenplatte wurde später entfernt und 2010 durch eine Gedenktafel an der Fassade der Münchner Residenz ersetzt. Eine weitere Gedenktafel findet sich in seiner Heimat Kulmbach.